# Lemon Incest
Lemon Incest es una canción escrita, compuesta e interpretada por Serge Gainsbourg en duo con su hija de trece años Charlotte Gainsbourg. Grabada en 1984, salió al mercado como sencillo en 1985. Figura en el álbum Love on the Beat de 1985. También aparece en el álbum de Charlotte Gainsbourg Charlotte for Ever (1986). A pesar de la controversia por su tema, la canción fue exitosa alcanzando el puesto n.º 2 de mejores ventas en Francia.

## Música
La melodía está basada en el Estudio Op. 10, n.º 3 de Chopin.